# 伊勢有田駅
伊勢有田駅（いせうだえき）は三重県度会郡有田村湯田（後に小俣町に編入し現在の伊勢市小俣町湯田）にあった伊勢電気鉄道の駅（廃駅）。伊勢電気鉄道では伊勢有田停車場（いせうだていしゃじょう）と称していた。

## 概要
待避設備を備えた島式2面4線のホームの有人駅（停車場）であった。駅の跡地は1953年（昭和28年）に参宮有料道路（現在の三重県道37号鳥羽松阪線）となった。
『想い出の伊勢電特急』では、代行バスに当たる三重交通路線バス「松阪伊勢線」（2019年（令和元年）9月30日限りで廃止）の「湯田」停留所付近にあったとしている。

## 沿革
- 1930年（昭和5年）12月25日 - 伊勢電気鉄道の新松阪 - 大神宮前間開業に伴い、伊勢電気鉄道の駅として新設される。
- 1936年（昭和11年）9月15日 - 参宮急行電鉄へ伊勢電気鉄道が合併、参宮急行電鉄の駅となる。
- 1941年（昭和16年）3月15日 - 大阪電気軌道と参宮急行電鉄が合併し関西急行鉄道となるのに伴い、関西急行鉄道参宮急行電鉄の駅となる。
- 1942年（昭和17年）8月11日 - 新松阪 - 大神宮前間廃止により廃駅となる。

## 隣の駅
伊勢電気鉄道
本線
南明星駅 - 伊勢有田駅 - 川端駅